# North San Juan (California)
North San Juan es un lugar designado por el censo ubicado en el condado de Nevada en el estado estadounidense de California. En el año 2010 tenía una población de 269 habitantes.

## Geografía
North San Juan se encuentra ubicado en las coordenadas 39°22′16.79″N 121°6′25.75″O / 39.3713306, -121.1071528.